# Нигер, Ральф
Ральф Нигер, или Радульф Нигер (англ. Ralph Niger, Ralph the Black, фр. Raoul Le Noir, лат. Radulphus Niger, или Radulfus Niger; около 1140 — после 1199, около 1206, или не позже 1217) — средневековый англо-нормандский хронист, теолог и правовед. Его прозвище означает принадлежность к ордену бенедиктинцев, которых называли в Англии «чёрными монахами» (англ. black monks). 

## Биография
Происхождение неизвестно, возможно, был уроженцем Бери-Сент-Эдмундс в Саффолке, получив начальное образование в местном аббатстве бенедиктинцев.
В 1160—1166 годах учился в Парижском университете, где, по его собственным словам, изучал каноническое право и теологию у известного богослова Жерара ла Пюкеля. Возможно, также обучался в Пуатье, после чего преподавал в Париже риторику и диалектику.
Будучи весьма начитанным и эрудированным для своего времени, поддерживал близкие отношения и вёл переписку с известным богословом и схоластиком Иоанном Солсберийским. Возможно, занимал должность архидиакона Глостерского, хотя в «Летописях английской церкви» (лат. Fasti Ecclesiæ Anglicanae), изданных в 1716 году антикварием Джоном Ле Невом, его имя не фигурирует.
В 1164—1170 годах входил в окружение архиепископа Кентерберийского Томаса Бекета во время изгнания последнего во Францию, сыграв немалую роль в сношениях ссыльного прелата с немецким союзником папы Александра III — архиепископом Майнцским Конрадом фон Виттельсбахом. После примирения между Генрихом II Плантагенетом и Бекетом поступил на королевскую службу, но после убийства архиепископа в 1170 году покинул Англию. После смерти в 1189 году короля Генриха, вернулся на родину, где стал каноником в Линкольне.
Умер после 1199-го, возможно, около 1217 года.

## Сочинения
Составил две латинские хроники, одна из которых, всемирная (лат. Chronicon ab initio mundi ad A.D. 1199, или Chronica Universalis) содержит изложение истории от сотворения мира до 1198-го, или, по мнению некоторых исследователей, 1194 года, а другая, краткая (лат. Chronicon succinctum de vitis imperatorum et tam Franci quam Angliæ regum), посвящённая истории германских императоров, королей Англии и Франции, — доведена была им самим до 1161 года, а затем продолжена до 1178 года аббатом Ральфом Коггсхоллским (ум. 1227). По мнению немецкого историка Ханны Краузе, последнее сочинение представляет собой неупорядоченную подборку событий в Священной Римской империи, Английском и Французском королевствах, дополненную сообщениями за 1162—1178 годы анонимным автором анналов августинского приората в Сент-Осайте (Эссекс).
В своих хрониках, помимо известных сочинений Сигеберта из Жамблу, Уильяма Мальмсберийского, Гальфрида Монмутского и Генриха Хантингдонского, Ральф Нигер использует немало несохранившихся источников, описывая, по его собственным словам, «то, что увидел сам или услышал и получил от правдивых рассказчиков», а также выступает в качестве горячего защитника Св. Томаса Бекета и острого критика его гонителя Генриха II, заметив, в частности, что «не проходило и года, как этот король обременял страну новыми законами». 
«Всемирная хроника» Нигера состоит из четырёх книг, первая из которых оканчивается перенесением в 330 году столицы Римской империи в Константинополь, вторая — битвой при Пуатье (732), третья — интронизацией папы Пасхалия II (1099) и четвёртая — смертью австрийского герцога Леопольда V 31 декабря 1194 года. Она была дополнена его продолжателями до 1213 года и сохранилась в рукописях XIII века из собрания Коттона Британской библиотеки (MS Cleopatra, C. x), библиотеки Линкольнского собора (MS 15) и собрания королевы Кристины Ватиканской апостольской библиотеки (MS 13 A. xii), а также манускрипте XIV века из библиотеки колледжа Корпус-Кристи Кембриджского университета (MS 343). Краткая хроника императоров и королей дошла до нас в рукописях из Британской библиотеки (MS Vesp. D. x и MS Claud. D. vii), а также из собраний Геральдической палаты Англии (Arundel MS xi) и Национальной библиотеки Франции (MS lat. 15076).
Научное издание хроник Ральфа Нигера вместе с дополнениями подготовлено было в 1851 году в Лондоне Робертом Анструтером для «Общества Кекстона». Новейшее академическое издание увидело свет в 1985 году во Франкфурте-на-Майне под  редакцией вышеназванной Ханны Краузе.
Ральф Нигер является также автором трактата «О военном деле третьего похода пилигримов на Иерусалим» (лат. De re militari et triplici via peregrinationis Jerosolimitane), написанного в подражание Флавию Вегецию, в котором подвергает критике организацию и проведение Третьего крестового похода (1189—1193). Среди богословских его трудов, перечисленных в предисловии к его первой хронике, следует назвать «Краткое изложение Ветхого Завета, или Комментарии к Книге Паралипоменон» (лат. Epitome Veteris Testamenti sive commentarii in Paralipomena), «Моралии из Книг Царств» (лат. Moralia in Libros Regum), «Четыре праздника Блаженной Девы Марии» (лат. De quattuor festis beatae Marae Virginis), «Пророчества Эзры и Неемии» (лат. Remedia in Esdram et Nehemiah), «Филиппики» (лат. Philippicus) и др. 
Ценным источником средневековой церковной музыки является составленный им рукописный сборник праздничных служб — на Рождество, Благовещение, Успение и Сретение — который сохранился в составе вышеназванной рукописи MS 15 из библиотеки Линкольнского собора (лл. 33–43, искл. 42). Помимо литургических текстов и примечаний, он содержит краткий латинский трактат о церковных праздниках.

## Публикации
- Radulfi Nigri Chronica: The chronicles of Ralph Niger, edited by Robert Anstruther. — London: Caxton Society, 1851. — xii, 191 p.
- Radulfus Niger. Chronica, eine englische Weltchronik des 12. Jahrhunderts, hrsg. von Hanna Krause. — Frankfurt am Main et New York: Peter Lang, 1985. — xxv, 361 p. — (Europäische Hochschulschriften. Reihe 3: Geschichte und ihre Hilfswissenschaften, 265).
- Radulfus Niger. De re militari et triplici via peregrinationis Jerosolimitane. Einleitung und edition von Ludwig Schmugge. — Berlin et New York: De Gruyter, 1977. — viii, 241 p. — (Beiträge zur Geschichte und Quellenkunde des Mittelalters, 6).